# Herblay
Herblay egy község Franciaországban. Lakosainak száma 31 818 fő (2022. január 1.).

## Földrajza
Herblay Pierrelaye, Achères, Conflans-Sainte-Honorine, Éragny, La Frette-sur-Seine, Montigny-lès-Cormeilles és Saint-Ouen-l’Aumône községekkel határos.

## A város híres szülöttei
Stéphanie Frappart (született 1983. december 14.), az első női játékvezető férfi futball világbajnokságon